# Tymbira
Tymbira is een monotypisch geslacht van spinnen uit de  familie van de Amaurobiidae (nachtkaardespinnen).

## Soort
- Tymbira brunnea Mello-Leitão, 1944